# Сквер імені Ф. М. Решетнікова

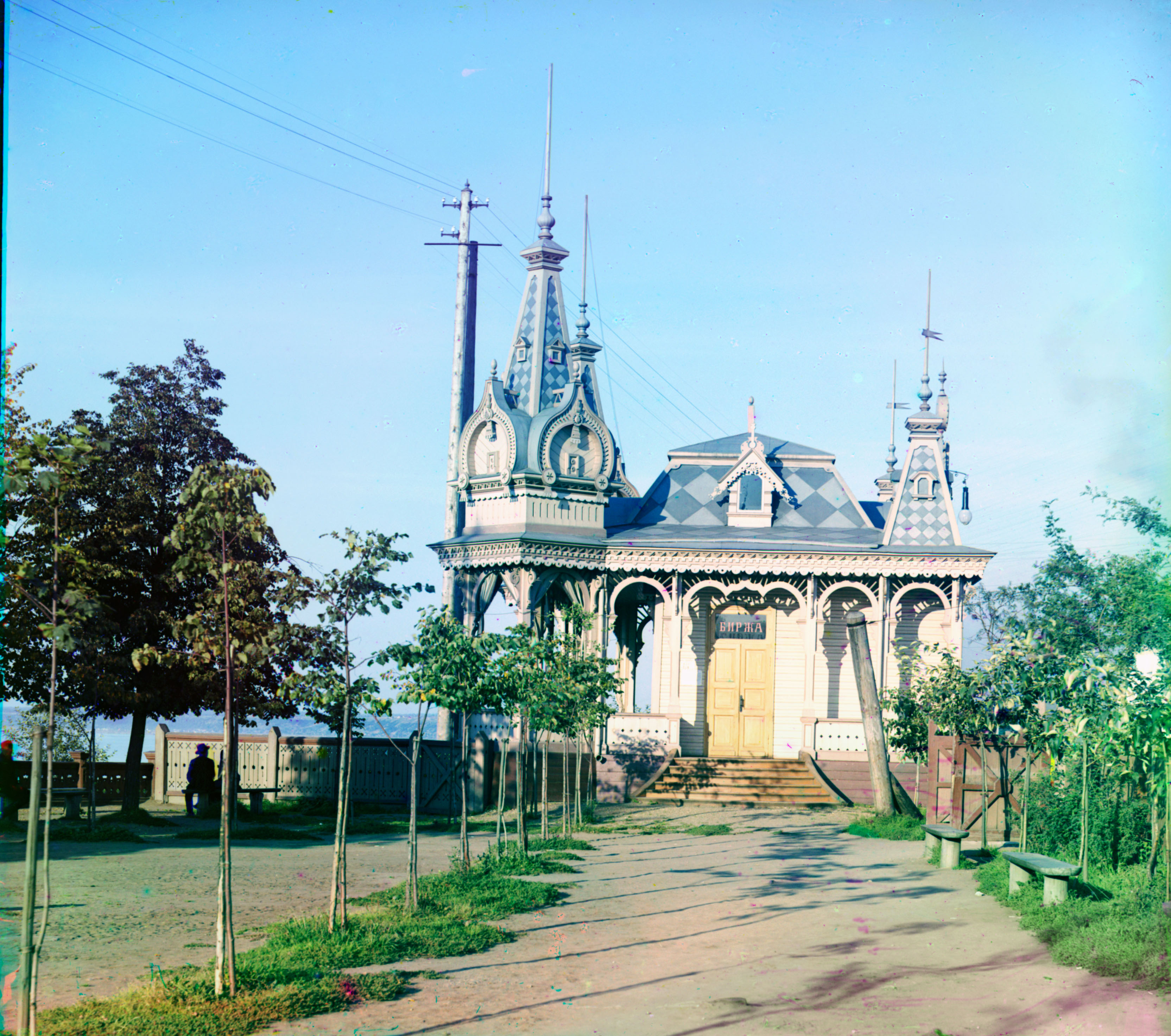
Літнє приміщення біржі

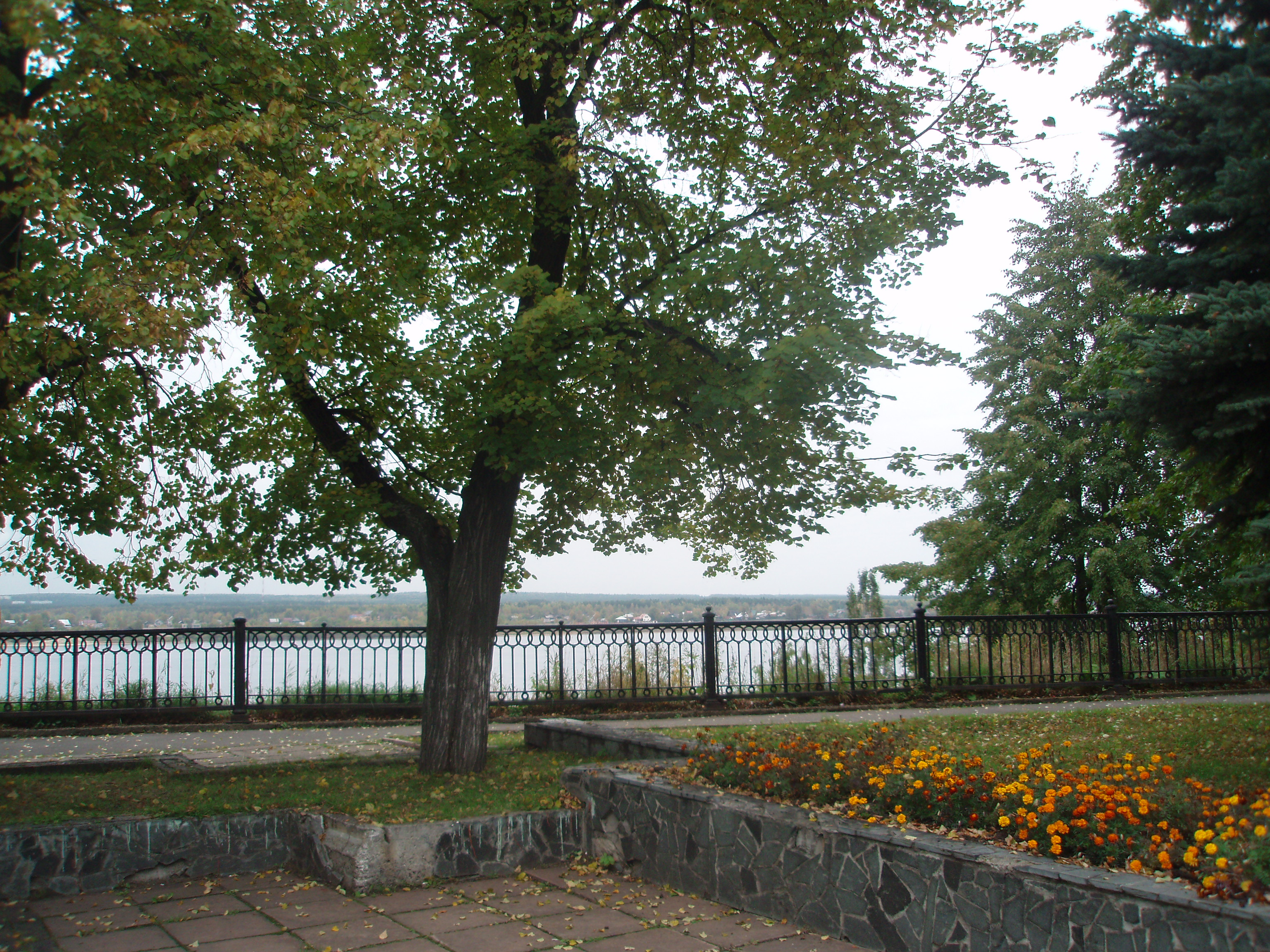
Вид на Каму

Сквер імені Ф. М. Решетнікова — сквер, розташований у Пермі, РФ. До 1928 року називався Набережний сад. Знаходиться на березі річки Ками між вулицями 25 жовтня і Сибірською.

## Історія
Сад на цьому місці під назвою Загін вперше згадується в 1860 році. З південного боку сад був обмежений вулицею Монастирською, а з західної — яром річки Медведки (притокою Ками). У 1861 році Пермська громадськість зробила спробу перейменувати Загін в сад Багратіона — на знак вдячності за відвідання міста зі звісткою про скасування кріпосного права генерал-майору Петру Івановичу Багратіону, племіннику героя Вітчизняної війни 1812 року П. І. Багратіона. Однак нова назва не прижилася, а згодом до найменування «Загін» додалося слово «козиний».

Побувавши на Уралі в 1875 році, В. І. Немирович-Данченко у своїх нарисах так відгукувався про Перм: 
 Місто, по суті, дуже мініатюрне, тому що куди не зайдеш, звідусіль видно кінець його. Улюблене місце прогулянок має прозаїчну назву «Козиного Загону». <…> Вид звідси чудовий! 
 У 1882 році в саду з'явився оркестр, запрошений товариством драматичних артистів Бєльського і Гусєва. Саме з того часу Козиний Загін став популярним місцем прогулянок та відпочинку серед містян.
У 1883 році, в період проведення озеленення міських вулиць, в Загоні були висаджені тополі.
До 1907 року сад зазнав помітних зовнішніх змін. Були висаджені липи, зроблена гарна дерев'яна огорожа, з'явилися дві великі клумби, і Козиний Загін був перейменований у Набережний сад. Також тут був побудований дерев'яний павільйон для літнього приміщення біржі. Ажурний будиночок з красивими башточками під староросійський стиль потрапив на фотографії Прокудіна-Горського. У 1925—1929 роках в цьому павільйоні розташовувався буфет Церабкоопа.
У 1928 році сад було перейменовано на сквер ім. Ф. М. Решетникова.
У 1930-х — 1940-х роках в саду грав духовий оркестр, і молодь влаштовувала танці. Сад прикрашав фонтан. У 1960-ті роки ажурний павільйон був знесений. Пізніше знесли і фонтан, а з 1985 року на його місці було споруджено пам'ятник «Героям громадянської війни» (скульптор Ю. Ф. Єкубенко, архітектор М. І. Футлик).
У 2016 році в сквері Решетнікова з'явився артоб'єкт, присвячений 130-річчю першого міського водопроводу, — водорозбірна колонка.